# Taropo
Taropo is een bestuurslaag in het regentschap Dompu van de provincie West-Nusa Tenggara, Indonesië. Taropo telt 1528 inwoners (volkstelling 2010).